# 드롭 데드 고저스
《드롭 데드 고저스》(영어: Drop Dead Gorgeous)는 1999년에 공개된 미국의 풍자 모큐멘터리 코미디 드라마 영화이다. 마이클 패트릭 잰이 감독하고, 로나 윌리엄스가 각본을 썼다. 이 영화에는 커스틴 던스트, 엘런 바킨, 브리트니 머피, 앨리슨 재니, 데니즈 리처즈, 커스티 앨리 등이 출연하였다. 에이미 애덤스의 영화 데뷔작이다.

## 출연진
- 커스틴 던스트
- 엘런 바킨
- 앨리슨 재니
- 데니즈 리처즈
- 커스티 앨리
- 샘 맥머리
- 민디 스털링
- 브리트니 머피
- 에이미 애덤스
- 로리 A. 싱클레어
- 섀넌 넬슨
- 태라 레더페닝
- 세라 스튜어트
- 알렉산드라 홀든
- 브룩 엘리스 부슈먼
- 맷 멀로이
- 마이클 맥셰인
- 윌 새소
- 노라 던
- 모 개프니
- 애덤 웨스트
- 패티 야스타케
- 마쓰다 세이코
- 어맨다 데트머
- 토머스 레넌
- 서맨사 해리스

## 기타 제작진
- 공동 제작: 마이클 넬슨
- 배역: 존 팹시데라
- 미술: 루스 애먼
- 의상: 미미 멜가드